# 朗灣
朗灣（英語：Lang Sound）是南極洲的峽灣，位於肯普地，長17公里、寬3公里，挪威製圖師根據該國拍攝的空中照片繪入地圖，現時由南極條約體系管理。